# Ariana Arias
Ariana „Ari“ Arias Jiménez (* 25. Mai 2003 in Madrid) ist eine spanische Fußballspielerin. Zumeist wird sie als Sturmspitze eingesetzt.

## Karriere

### Vereine
Ari Arias begann ihre Vereinslaufbahn im Fußball mit fünf Jahren bei Sección Deportiva Colegio Miramadrid, in Paracuellos de Jarama, einem Vorort von Madrid. Im Sommer 2018 wechselte die damals 15-jährige Ari zu CD Tacón, wo sie in ihrer ersten Spielzeit sowohl für die U-16 als auch für die U-19 auflief. In der Saison 2019/20 stand sie zunächst im Kader der A-Jugend, spielte parallel dazu jedoch auch für die B-Mannschaft in der Madrider Regionalliga und debütierte am 27. Oktober 2019, in einem Meisterschaftsspiel gegen Deportivo, im Profikader. Insgesamt brachte sie es in jenem Spieljahr auf vier Einsätze in der Primera División. Im Juli 2020 wurde CD Tacón von Real Madrid übernommen und bildete fortan deren Frauenfußballsektion. Ari Arias wurde in den Kader der Zweitmannschaft aufgenommen, mit der sie in nur acht Begegnungen 18 Tore erzielen konnte und so entscheidend zum Aufstieg der Mannschaft in die Primera División Nacional beitrug. Darüber hinaus kam sie auf zehn Einsätze mit der ersten Mannschaft und erzielte am 18. Dezember 2020 gegen Espanyol ihren ersten von insgesamt zwei Saisontreffern in der spanischen Meisterschaft. Im Spieljahr 2021/22 gelang ihr mit der B-Mannschaft erneut der Aufstieg, diesmal in die neugeschaffene Segunda Federación, sie selbst steuerte in 14 Spielen 13 Treffer bei und war damit die erfolgreichste Torschützin ihres Teams, in der Profimannschaft von Real Madrid wurde sie jedoch in dieser Saison nicht berücksichtigt. Im Sommer 2022 wechselte Ari Arias zum FC Barcelona, wo sie in den Kader der B-Mannschaft aufgenommen wurde. Sie war damit die erste Frauenfußballspielerin, die zwischen den beiden Erzrivalen wechselte.

### Nationalmannschaft
Ari Arias bestritt am 16. Januar 2020 mit der U-17 Spaniens ein Freundschaftsspiel gegen Deutschland.

## Erfolge
- UEFA Women’s Champions League: 2023/24
- Spanische Meisterschaft (2): 2022/23, 2023/24
- Spanischer Pokal: 2023/24